# Inundaciones de Irán de 2019
En los meses de marzo y abril de 2019 ocurrieron inundaciones repentinas generalizadas que afectaron grandes áreas de Irán, especialmente en Golestán, Fars, Juzestán, Lorestán y otras provincias.
Al menos 70 personas murieron y 791 han resultado heridas en todo el país a partir del 3 de abril. Unas 1900 ciudades y pueblos en toda la nación persa, y veinticinco de las treinta y un provincias del país han sufrido inundaciones. Unos 140 ríos se han desbordado y se han registrado 409 deslaves que han causado bloqueos y daños en 78 carreteras y 84 puentes. Las autoridades estiman que las pérdidas y daños ascienden a cientos de millones de dólares.
La Federación Internacional de Sociedades de la Cruz Roja y de la Media Luna Roja emprendió importantes esfuerzos de socorro con la Media Luna Roja de Irán, desplegando a 11 000 personas.

## Golestán y Mazandaran

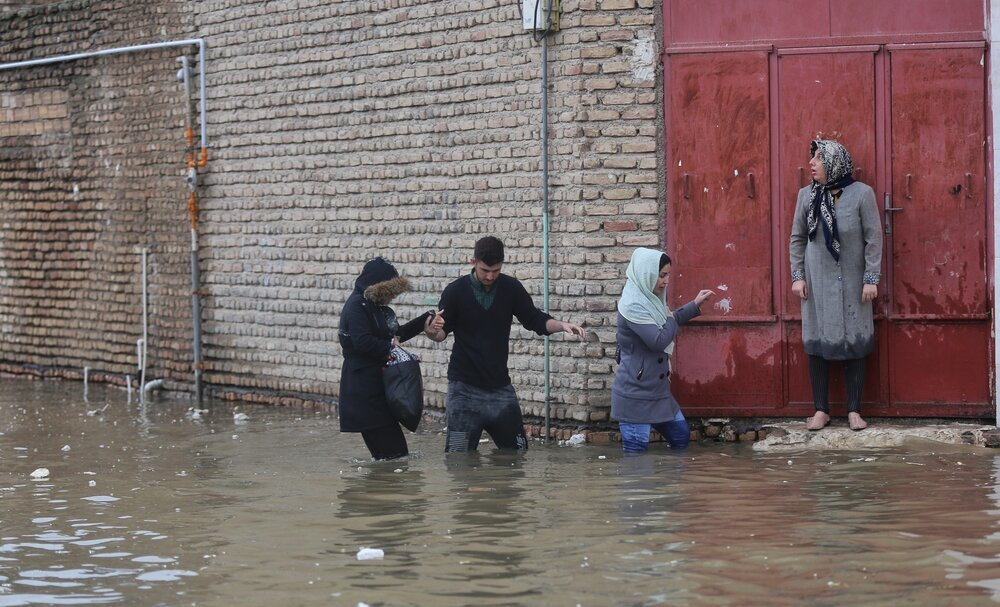
Inundaciones en Aqqala, Golestán

El 20 de marzo de 2019, las lluvias masivas en las dos provincias de Golestán y  Mazandarán en Irán provocaron fuertes inundaciones. Estas inundaciones causaron daños económicos a las personas que viven en estas áreas y también la muerte de dos niños.
Partes de la provincia de Golestán recibieron entre el 50 y el 70 por ciento de su precipitación anual promedio durante un período de cinco días. Algunas áreas registraron aproximadamente 300 mm (12 in) de lluvia, equivalente a la precipitación anual normal. Estas cantidades exceden la lluvia pasada en la región durante al menos 70 años. Las inundaciones en las provincias de Golestán y Mazandaran se consideran un evento de 1 en 100 años.

## Shiraz

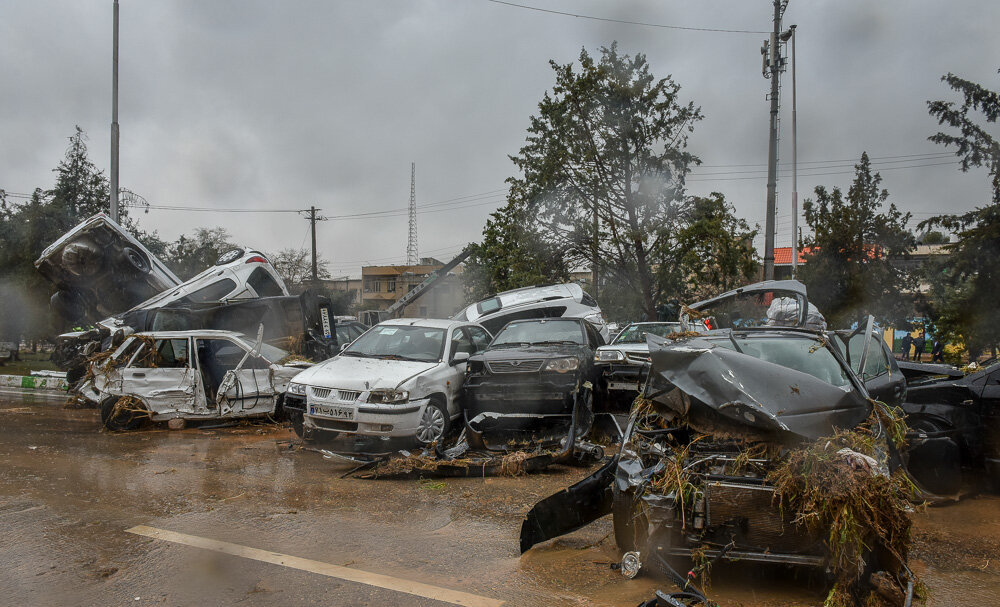
Daños de las inundaciones en Shiraz

El 25 de marzo, inundaciones repentinas después de fuertes lluvias en el suroeste de Irán, en las cercanías de la ciudad de Shiraz, mataron a 19 personas e hirieron a más de 200. Muchas personas viajaban para las vacaciones de Nowruz, y resultaron heridas o muertas cuando sus autos fueron arrastrados fuera de las carreteras. La lluvia fue corta pero intensa, con una duración de dos ráfagas de aproximadamente 15 minutos cada una, sin embargo, el impacto fue exacerbado por el tráfico pesado en ese momento. La Organización Meteorológica de Irán advirtió sobre nuevas inundaciones, ya que se esperaba que las fuertes lluvias duraran al menos hasta el 27 de marzo. El Ministro del Ministerio de Energía iraní ha declarado que el cambio climático fue un factor que contribuyó a las inundaciones. A partir del 26 de marzo de 2019, 20 de las 31 provincias de Irán están inundadas actualmente o enfrentan la posibilidad de inundaciones inminentes.
Una breve pero intensa lluvia causó una repentina inundación que sumergió una carretera principal entre Shiraz y Esfahan, atrapando a muchos viajeros que habían estado saliendo de la ciudad después de las celebraciones de Nowruz. Los funcionarios de la ciudad no advirtieron a la gente de Shiraz sobre las condiciones climáticas mortales que causaron muchas muertes.

## Lorestán
Las fuertes lluvias del 3 de abril abrumaron por completo varias ciudades en la montañosa provincia de Lorestán. La ciudad de Poldokhtar, en la Lorestán, fue envuelta por el agua durante las inundaciones, abnegando varios automóviles y domicilios, que se hundieron bajo el lodo. Según un informe interno de la policía, al menos 90 personas murieron cuando las inundaciones inundaron la ciudad occidental de Poldokhtar en la provincia de Lorestan. Según la Agencia de Noticias Tasnim, afiliada a los Guardianes de la Revolución, Heydari dijo que las condiciones en Poldokhtar eran «horrendas».

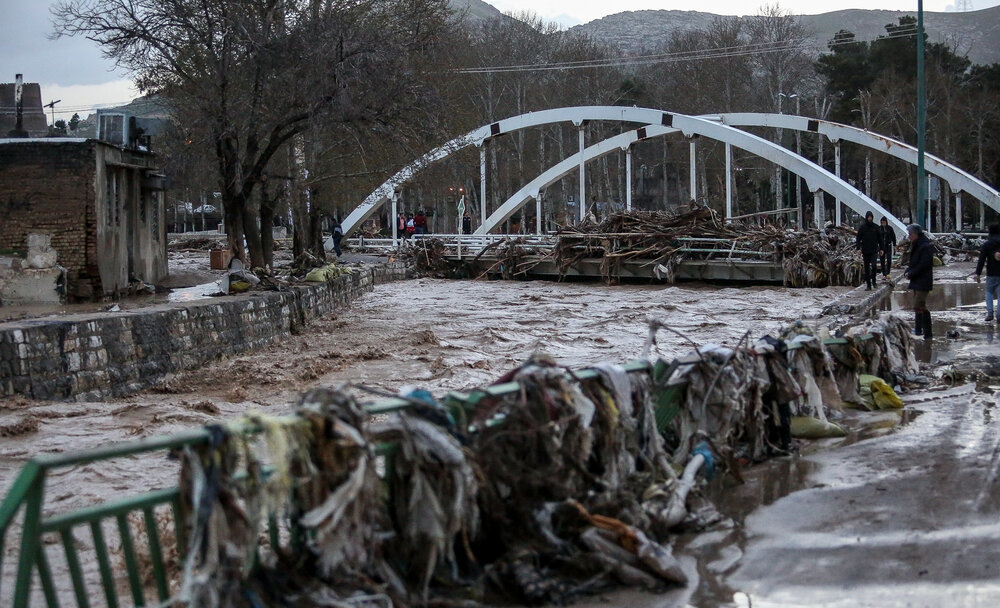
Inundaciones en Pol-e dokhtar,la Provincia de Lorestán

## Daños
Las inundaciones causaron la destrucción de cientos de millones de dólares en infraestructura y el colapso de al menos 314 puentes en todo el país. Veintitrés de las treinta y una provincias de la nación fueron afectadas. La agricultura sufrió daños tremendos, con pérdidas en el sector que alcanzaron los 46 billones de rials (US $ 1100 millones) hasta el 3 de abril. Golestán representó la mayor parte en 20 billones de rials (US $ 480 millones). Al menos 25 000 casas fueron completamente destruidas, mientras que otras 60,000 sufrieron algún tipo de daño.
Mohamad Hossein Talebian, vicepresidente de la Organización del Patrimonio Cultural de Irán, informó el 27 de marzo que «las grietas en los antiguos relieves en Naqsh-e Rustam en la provincia de Fars se están ampliando de manera crítica». Los informes de las redes sociales revelaron una cascada hecha por las inundaciones que ha estado arrasando partes del monumento. En abril de 1398, las inundaciones causaron graves daños en la ciudad de Khorramabad. La construcción de un puente nuevo y no experto en el río Khorramabad con una altitud muy baja desde el nivel del río ha exacerbado e inundado las calles de la ciudad de Khorramabad.
Aunque, según Talebian, «Persépolis permanece intacto ya que sus antiguos conductos de agua han drenado el agua de la inundación». Los antiguos conductos de agua también protegieron la Tumba de Ciro El Grande y salvaron el sitio internacionalmente conocido de la destrucción por las inundaciones. Las excavaciones de la Gran Muralla de Gorgan también fueron dañadas debido a su proximidad a un lecho de río seco que experimentó inundaciones. Las inundaciones han dañado el puente Aq Qala en el norte de Irán y varios puentes centenarios en Isfahán y Shoushtar.

## Los esfuerzos de ayuda
El gobierno de Irán declaró el estado de emergencia para la provincia de Khuzestan el 31 de marzo de 2019. El presidente Hassan Rouhani desplegó «todas las capacidades disponibles» para ayudar a las víctimas.
La Federación Internacional de Sociedades de la Cruz Roja y de la Media Luna Roja (FICR) lanzó esfuerzos de ayuda generalizados en todo el país. Sayed Hashem, director regional de la Federación Internacional para el Medio Oriente, dijo que las inundaciones son "una crisis sin precedentes". La Media Luna Roja iraní dirigió los esfuerzos de recuperación y desplegó a 11 000 personas para ayudar a 192.000 personas. La Media Luna Roja turca desplegó un convoy de cinco camiones que transportaba 320 tiendas, 500 camas, 100 kits de higiene, 1.625 mantas, 360 kits de cocina y 60 estufas. Para el 3 de abril, la agencia liberó 500.000 francos de su Fondo de Emergencia de Ayuda para Desastres para asistir a 3000 familias.
Hasta el 1 de abril, los ciudadanos iraníes donaron más de 15 mil millones de rials (US $ 3,7 millones) a la Media Luna Roja Iraní. 
Poco después de que comenzaran las inundaciones, el gobierno de Rouhani procedió a prohibir todas las organizaciones benéficas de terceros para ayudar en el esfuerzo de alivio de inundaciones, citando que todas las donaciones deben hacerse directamente al gobierno iraní, lo que impide que la ayuda extranjera llegue al país. Según informes, el gobernador de la provincia de Golestán también se encontraba de vacaciones fuera del país durante las inundaciones. Las autoridades también prohibieron a los periodistas extranjeros cubrir las áreas afectadas por las inundaciones.
Rouhani y el Líder Supremo Ali Khamenei fueron fuertemente criticados por su respuesta tardía. Rouhani estaba de vacaciones en la isla Qeshm de Irán en el Golfo Pérsico y regresó a Teherán mientras las inundaciones habían comenzado a disminuir. La falta de ayuda y la ausencia del gobierno iraní provocaron rápidamente la indignación entre las víctimas de las inundaciones. Los iraníes de todo el país expresaron su frustración por un hashtag persa traducido como "¿Dónde está Rouhani?" Los iraníes también comenzaron a pedir la renuncia de Rouhani.
Muchos iraníes acudieron a las plataformas de redes sociales para criticar el manejo de las inundaciones por parte del gobierno, específicamente Rouhani, mientras que el Cuerpo de la Guardia Revolucionaria Islámica y Khamenei también fueron blanco de críticas. El académico e investigador sueco-iraní Ahmad Reza Jalali, actualmente condenado a muerte después de haber sido condenado en el Tribunal Revolucionario Islámico en Teherán, concedió una entrevista a Radio Farda, financiada por el gobierno de los EE. UU., Que atribuye la destrucción de la cobertura de plantas naturales, la obstrucción de las inundaciones y la conversión. las rutas de inundación y los lechos de ríos secos a áreas residenciales después de la Revolución Islámica fueron las causas de las inundaciones repentinas en Shiraz.

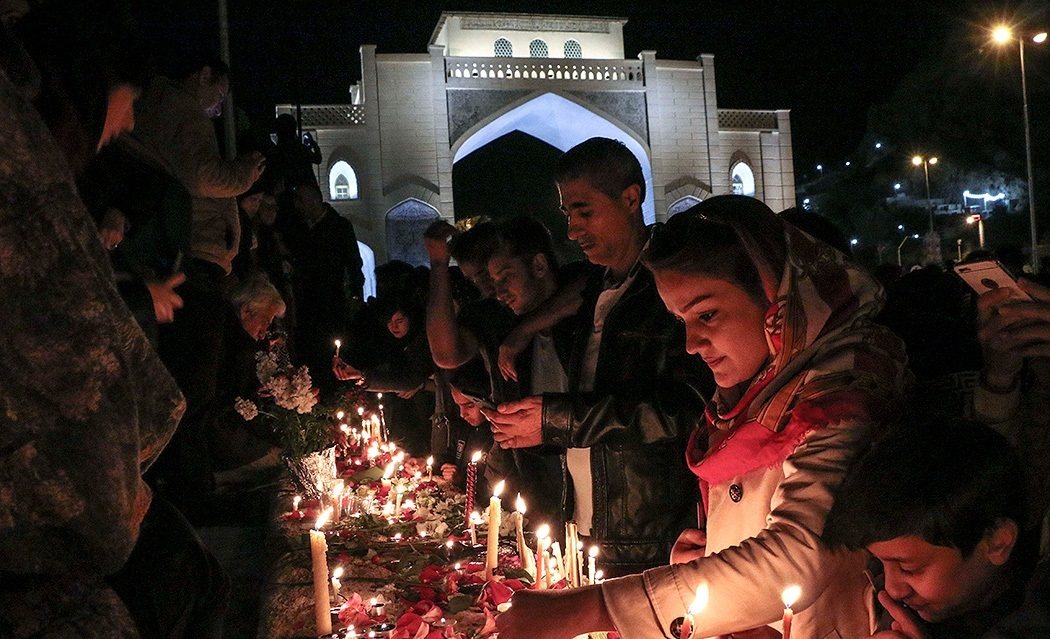
Personas en Shiraz prendiendo velas alrededor de la puerta de Quran

### Evacuaciones
Las autoridades iraníes ordenaron la evacuación de miles de persona de varias ciudades y pueblos de la sureña Provincia de Juzestán por el riesgo de fuertes lluvias.

## Irán niega afectación de campos de pozos petrolíferos
Autoridades de la nación persa niegan que las inundaciones que han causados grandes daños en todo el país haya afectado la producción en los campos petrolíferos que comparte con su vecino, el Estado iraquí y desmiente informaciones que indican que hubo daños en estos lugares.

## Respuesta internacional
- Alemania: El lunes 1 de abril, el embajador de Alemania en Irán, Michael Klor-Berchtold, anunció en su cuenta de Twitter que el Ministerio de Relaciones Exteriores de Alemania proporcionaría asistencia humanitaria a Irán, a saber, que la Cruz Roja Alemana entregaría 40 botes y equipos de seguridad a la Media Luna Roja Iraní.[27][28] El 5 de abril de 2019, el embajador alemán en Irán anunció que un avión con ayuda humanitaria para los iraníes afectados por las inundaciones.[28]

- China: está dispuesta a ayudar a Irán a eliminar las consecuencias de las inundaciones, si Teherán lo necesita, declaró este jueves el portavoz del Ministerio de Asuntos Exteriores, Geng Shuang. Así también señaló que el ministro chino de Exteriores Wang Yi envió un telegrama de condolencias a la cancillería de Irán en relación con las inundaciones.[29]

- Estados Unidos: El secretario de Estado Mike Pompeo culpó a Irán por el nivel de devastación que dejaron las inundaciones, pero expresó que su Gobierno ayudaría al país iraní. «Esas inundaciones muestran una vez más el nivel de la mala planificación de la administración urbana y la falta de preparación para emergencias de Irán. El régimen culpa a entidades externas cuando, en los hechos, es su mala gestión la que ha conducido a este desastre», dijo Pompeo.[30][31]

- Turquía: La Media Luna Roja turca desplegó un convoy de cinco camiones con 320 tiendas, 500 camas, 100 kits de higiene, 1625 mantas, 360 kits de cocina y 60 estufas.

- Arabia Saudita: El Reino saudita envió ayuda humanitaria  a su rival persa fue un avión con 95 toneladas al[32][33]

- Emiratos Árabes Unidos: Los Emiratos proporcionaron ayuda a Irán en conjunto con el Reino de Arabia Saudi.[33][32]

- Pakistán: La Autoridad Nacional de Gestión de Desastres de Pakistán, por orden del primer ministro del país, Imran Khan, envió 32 toneladas de artículos de socorro a Irán. El envío que comprendía dos envíos contenía 500 tiendas de campaña, 3300 mantas y equipos médicos de emergencia.[34][35] Los bienes de socorro fueron transferidos utilizando dos aviones C-130. Anteriormente, el portavoz del Ministerio de Asuntos Exteriores de Pakistán (FO), el Dr. Muhammad Faisal, condolió con las familias de la víctima. El portavoz afirmó además que Pakistán está listo para proporcionar asistencia humanitaria a Irán en sus esfuerzos de rescate. Afirmó que la gente de Pakistán se solidariza con el pueblo iraní en su difícil momento.[36]

- Kuwait: Las autoridades kuwaitíes enviaron dos lotes de ayuda humanitaria para los damnificados por el desastre en Irán. El canciller de Irán, Mohammed Yavad Zarif, agradeció a su contraparte kuwaití, Sabah Al-Khaled Al-Hamad Al-Sabah, por el apoyo y la asistencia para las víctimas de las inundaciones que se registran en la nación de los persas.[37][33]

- Omán: Omán envió aviones cargados con decenas de toneladas de alimentos, ayuda humanitaria y material de rescate para los afectados de las inundaciones.[33][38]

- Santa Sede: El papa Francisco dispuso el envío de 100 000 euros como ayuda para la población de Irán, golpeada por la tragedia. El dinero será enviado por el Dicasterio para el Servicio de Desarrollo Humano Integral y confiado a la nunciatura apostólica en Teherán, que luego distribuirá los recursos en las áreas que atraviesan mayores dificultades. Un comunicado publicado en el boletín de prensa de la Santa Sede se refiere a dicha respuesta para «esta primera etapa de la emergencia». «La suma —prosigue el comunicado— que pretende ser una expresión inmediata del sentimiento de cercanía espiritual del Santo Padre hacia las personas y territorios azotados, será distribuida […] entre las zonas más afectadas por la catástrofe y  empleada en obras de socorro y asistencia a las personas y a los poblados». A esto se suma la labor de expertos y voluntarios de Caritas Irán, que ya han visitado algunas áreas entre las más golpeadas y, en colaboración con otras ONG, están abocados a brindar auxilio a la población. Previo a ello, el pontífice, en un telegrama de condolencias firmado por el secretario de Estado Pietro Parolin, había expresado profundo dolor por la pérdida de vidas humanas, asegurando su oración por los operadores humanitarios y encomendando al pueblo iraní a la providencia de Dios.[39]

### Organismos multilaterales
- Unión Europea: Asignó una cantidad inicial de 1,2 millones de euros para los damnificados por las inundaciones.[3]

## Acusaciones de Irán
- Irán: El presidente de Irán, Hasán Rohani, acusó a Estados Unidos de «bloquear» la ayuda humanitaria internacional a las zonas afectadas por las recientes inundaciones y ha tildado la situación de «crimen sin precedentes» por parte de Washington.[40]